# Būdviečiai (przystanek kolejowy)
Būdviečiai – przystanek kolejowy w miejscowości Puskielnie i w pobliżu miejscowości Būdviečiai, w rejonie mariampolskim, w okręgu mariampolskim, na Litwie. Położony jest na linii Kozłowa Ruda – Suwałki. Przebiega tędy również Rail Baltica. Peron usytuowany jest tylko przy linii szerokotorowej.
Przystanek został odnowiony w latach 10. XXI w.